# Atzerode
Atzerode ist ein Ortsteil von Floh-Seligenthal im Landkreis Schmalkalden-Meiningen in Thüringen.

## Lage
Der Ortsteil Atzerode befindet sich an der Landesstraße 1126 oberhalb der Grube Stahlberg in gebirgiger und offener Südhanglage mit kurvenreicher ansteigenden Bergstraße im Thüringer Wald.

## Geschichte
Das Bergdorf wurde am 16. Oktober 1320 erstmals urkundlich erwähnt. Es gehörte zum Amt Schmalkalden der hessischen Herrschaft Schmalkalden.
Bis in die zweite Hälfte des 20. Jahrhunderts wurde in der Grube Stahlberg in Atzerode Eisenerz gefördert. Der anschließende Abbau von Fluss- und Schwerspat prägt noch heute die Landschaft.